# Stazione di Costa
Stazione di Costa vasútállomás Olaszországban, Veneto régióban, Costa di Rovigo településen.

## Vasútvonalak
Az állomást az alábbi vasútvonalak érintik:
- Verona-Rovigo-vasútvonal

## Kapcsolódó állomások
A vasútállomáshoz az alábbi állomások vannak a legközelebb: 
- Stazione di Fratta
- Stazione di Rovigo